# FMK BEAT MAX
『FMK BEAT MAX』（エフエムケイ ビート マックス）は、FMKエフエム熊本で、2010年4月2日から2022年9月30日まで、毎週金曜日の12:00 - 14:35 (JST) に放送されていた金曜昼のワイド番組である。本社スタジオからの生放送であった。
番組コンセプトは「週末金曜日をMAXに盛り上げる」。合言葉は『MAX!』。
2022年秋の大改編に伴い、同年9月30日で終了。MASAKIは木曜の夕方ワイド「FMK RADIO BUSTERS」へ異動となった。

## 出演者

### パーソナリティ
- MASAKI -毎週福岡から来熊していた。2020年4月10日[1]から同年5月29日放送迄と、2020年8月7日[2]放送から同年9月25日放送迄、2021年4月30日[3]から同年6月25日放送迄と同年8月6日から9月末迄の間、COVID-19の大流行による移動自粛の観点から生出演を見合わせている。

### その他
COVID-19大流行に伴うMASAKI出演見合わせ時の代役
- スマイリー原島 -2020年4月10日[4] - 6月5日（※6月5日放送分はゲスト扱い）、2021年4月30日 - 6月25日､2021年8月6日 - 9月
- 黒木よしひろ -2020年8月7日[5] -9月25日

## タイムテーブル
- 12:00- オープニング
- 12:25- MAX CHALLENGE
  - 毎週、2人のリスナーが電話で出演するクイズコーナー。
- 13:00- BEAT CAFE
  - ミュージック・カフェと言うコンセプト。
  - アーティストゲスト、またはリクエストゾーン。
- 13:55- FMK NEWS
- 14:00- WEATHER INFORMATION
- 14:09- GATE9
  - 毎回、テーマをもとに、熊本のMAXな情報を紹介するコーナー。
- 14:35 番組終了